# سوسنا-ترویانکی
سوسنا-ترویانکی (به لهستانی:  Sosna-Trojanki) یک روستا در لهستان است که در گمینا سوخوژبره واقع شده‌است.